# Acanthogyrus (Acanthosentis) acanthuri
Acanthogyrus (Acanthosentis) acanthuri is een soort haakworm uit het geslacht Acanthogyrus. De worm behoort tot de familie Quadrigyridae. Acanthogyrus (Acanthosentis) acanthuri werd in 1954 beschreven door Cable & Quick.